# Тилен, Фёдор Густавович
Фёдор Гу́ставович Тиле́н (фин. Theodor Sebastian Gustaf Thilén, 1818—1887) — генерал-лейтенант, Санкт-Михельский и Нюландский губернатор, член Финляндского сената.

## Биография
Родился 26 августа 1818 года в Леппявирте, сын чиновника Куопиоской губернии коллежского советника Густава Тилена, происходил из дворян Великого княжества Финляндского.
Образование получил в Финляндском кадетском корпусе, из которого выпущен 3 августа (22 июля) 1840 года прапорщиком в гвардейскую пехоту. В 1844 году произведён в подпоручики, в 1846 году — в поручики и в 1850 году — в штабс-капитаны. С 1853 года командовал ротой. В 1854 году произведён в капитаны и в 1857 году — в полковники.
25 января 1863 года Тилен был назначен исправляющим должность губернатора Санкт-Михельской губернии и 19 июля того же года произведён в генерал-майоры (старшинство установлено с 30 августа 1865 года) с утверждением в должности и зачислением по армейской пехоте. 15 июня 1869 года назначен Нюландским губернатором.
В 1873 году Тилен оставил губернаторский пост, поскольку был назначен членом Финляндского сената. 16 (4) апреля 1876 года произведён в генерал-лейтенанты.

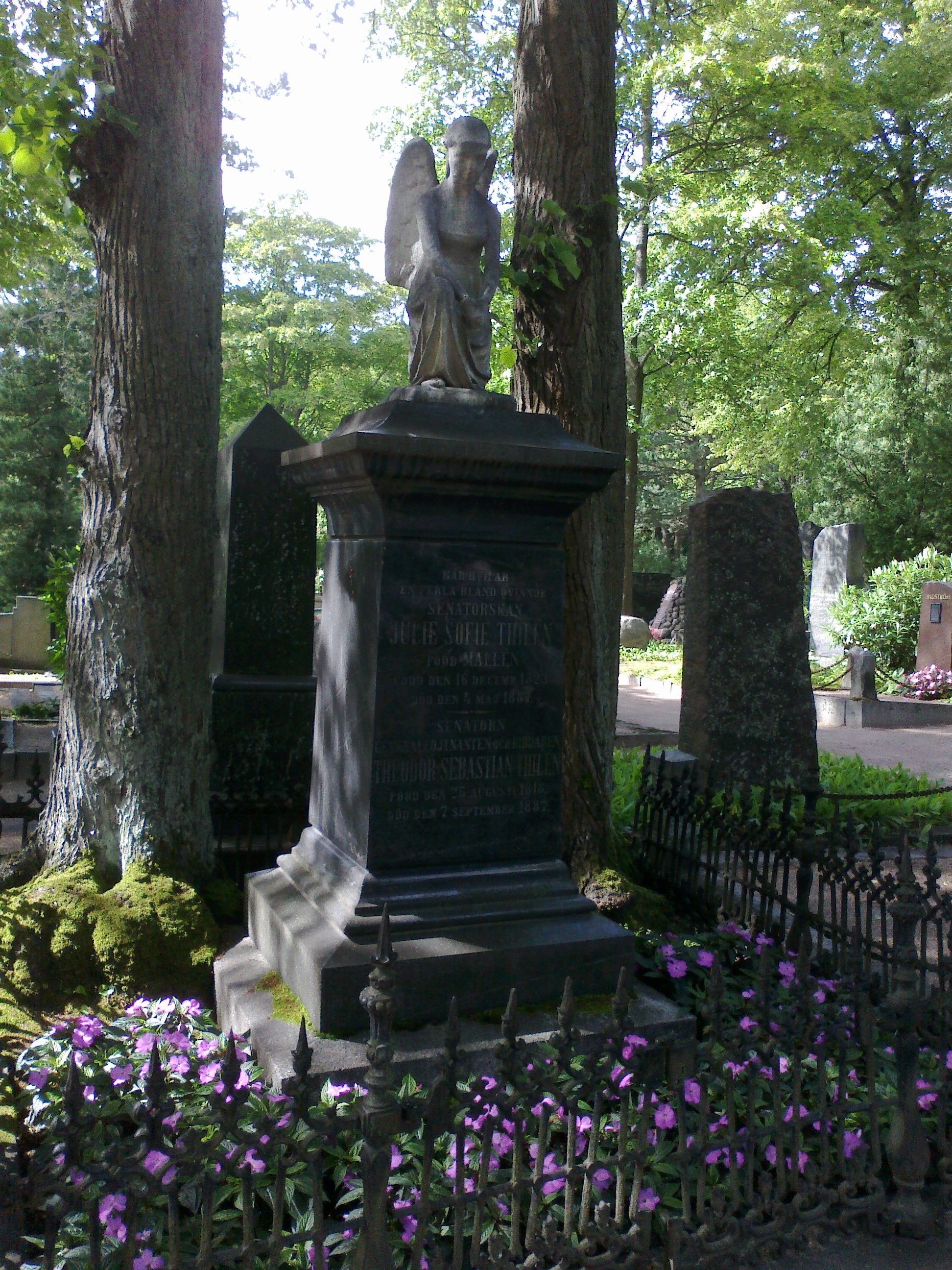
Могила Ф.Г.Тилена на кладбище в Хельсинки

В 1882 году вышел в отставку. Скончался в Гельсингфорсе 9 июля 1887 года.

## Награды
Среди прочих наград Тилен имел ордена:
- Орден Святого Станислава 2-й степени с императорской короной (1859 год)
- Орден Святой Анны 2-й степени (1862 год)
- Орден Святого Владимира 3-й степени (1867 год)
- Орден Святого Станислава 1-й степени (1870 год)
- Орден Святой Анны 1-й степени (1873 год)
- Орден Святого Владимира 2-й степени (1879 год)